# Arcytophyllum thymifolium
Arcytophyllum thymifolium är en måreväxtart som först beskrevs av Hipólito Ruiz López och Pav., och fick sitt nu gällande namn av Paul Carpenter Standley. Arcytophyllum thymifolium ingår i släktet Arcytophyllum och familjen måreväxter. Inga underarter finns listade i Catalogue of Life.